# Graużyszki

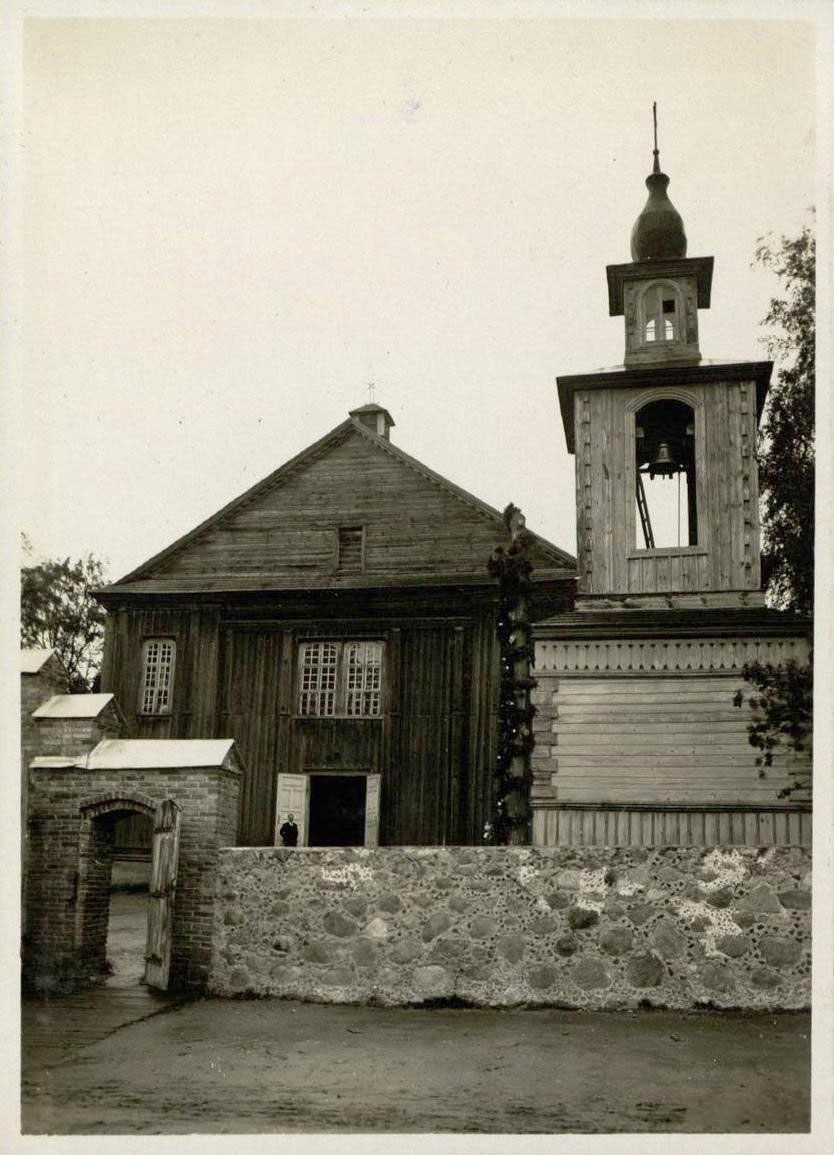
Kościół i dzwonnica w 1930 roku

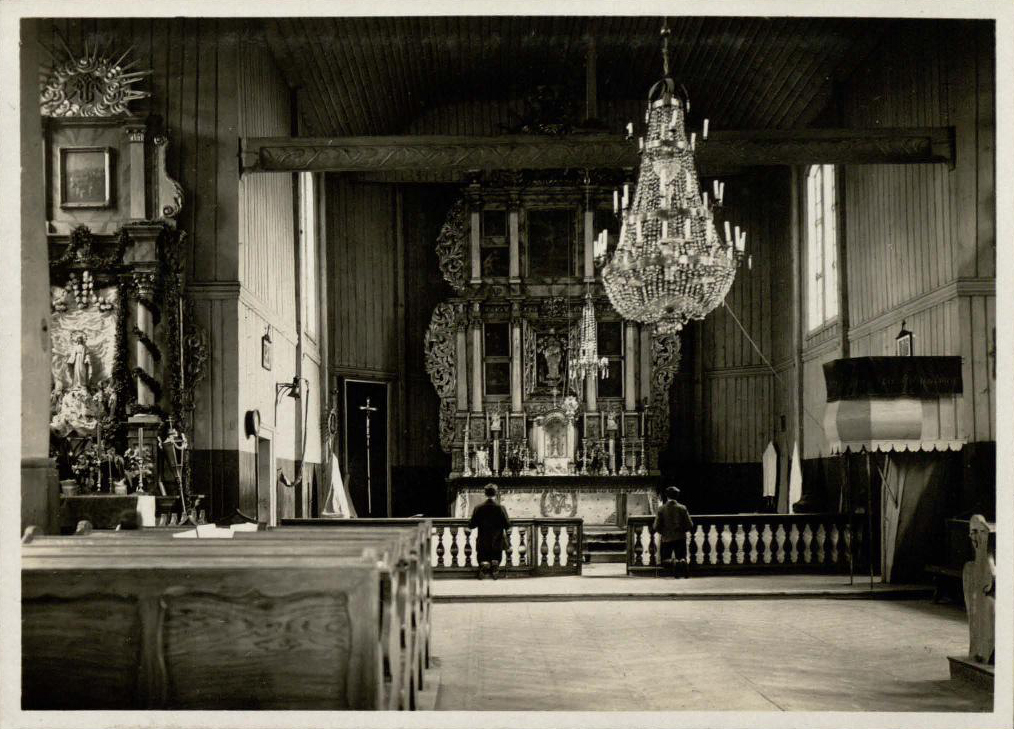
Wnętrze kościoła w 1930 roku

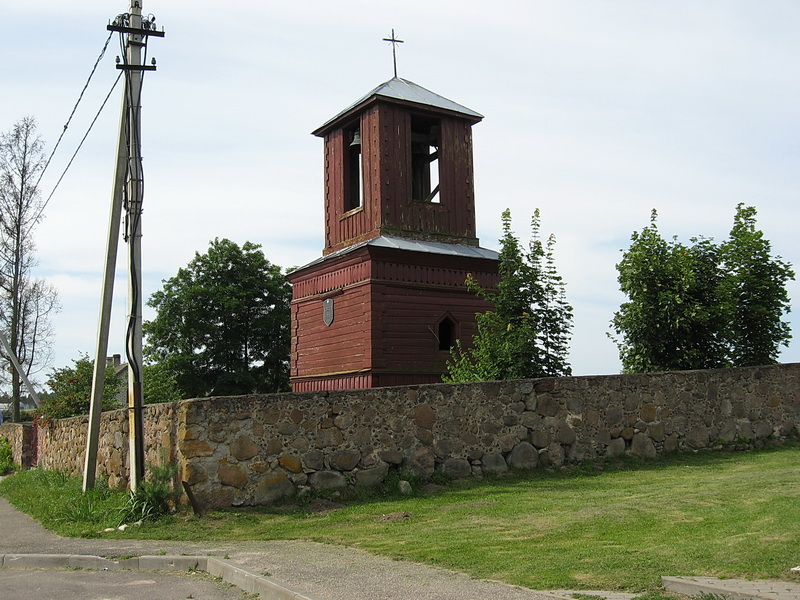
Dzwonnica (2015)

Graużyszki (biał. Граўжышкі; ros. Гравжишки) − wieś na Białorusi, w obwodzie grodzieńskim, w rejonie oszmiańskim, około 13 km na południowy zachód od Oszmiany. Siedziba sielsowietu.

## Historia

### Własność
Pierwsze wzmianki o Graużyszkach pojawiły się w XIII wieku, choć według podań historia tej miejscowości sięga XI wieku i jest związana z działalnością podaniowego bohatera Litwy Kunigasa Endziwiłła.
W 1518 roku miejscowość uzyskała status miasteczka (który utrzymała do 1939 roku).
Po 1865 roku miasteczko zostało własnością miejscowych włościan i plebanii. 
W czasach zaborów miasteczko w gminie Graużyszki, w powiecie oszmiańskim, w guberni wileńskiej Imperium Rosyjskiego. W 1905 roku liczyło 303 mieszkańców.
W 1931 w 54 domach zamieszkiwało 361 osób.
6 maja 1944 oddziały 8 i 13 Brygady AK pod dowództwem Adama Walczka „Nietoperza” stoczyły tu zwycięzką walkę z Litewskim Korpusem Lokalnym pod dowództwem mjr. Antanasa Andriunasa.

### Przynależność administracyjna
W wyniku reformy administracyjnej w latach 1565–1566 Graużyszki weszły w skład powiatu oszmiańskiego województwa wileńskiego Rzeczypospolitej. Po III rozbiorze Polski w 1795 roku majątek znalazł się na terenie powiatu oszmiańskiego (ujezdu) guberni wileńskiej. Po ustabilizowaniu się granicy polsko-radzieckiej w 1921 roku Graużyszki wróciły do Polski, stały się siedzibą gminy Graużyszki w powiecie oszmiańskim.13 kwietnia 1922 roku gmina weszła w skład objętej władzą polską Ziemi Wileńskiej, przekształconej 20 stycznia 1926 roku w województwo wileńskie. Od 1945 roku – w ZSRR, od 1991 roku – na terenie Republiki Białorusi.

### Infrastruktura
W 1880 roku w miasteczku działała szkółka wiejska, regularnie organizowano targi.
Obecnie we wsi działają m.in. szkoła średnia, przychodnia i poczta.

### Świątynie
W 1495 roku zbudowano tu kościół katolicki. O istnieniu kościoła katolickiego istnieje również relacja z 1645 roku.  W drugiej połowie XVIII wieku wzniesiono tu drewniany kościół katolicki pw. apostołów Piotra i Pawła. Ten zabytek drewnianej architektury barokowej został rozebrany wiosną 2009 roku (lub w 2008 roku). Pozostała po nim stojąca kiedyś obok niego, drewniana, wybudowana na przełomie XIX i XX wieku dzwonnica. 
W 1880 roku istniał tu drewniany kościół katolicki pw. św. Jerzego. Był to prawdopodobnie ten sam kościół, który wcześniej i później był pod wezwaniem apostołów Piotra i Pawła.
We wsi w latach 90. XX wieku wybudowano nowy kościół katolicki.

### Demografia
- W 1880 roku mieszkało tu 211 osób, w tym 21 żydów[1]
- w 1905 roku – 229 osób
- w 1931 roku miasteczko liczyło 361 osób, ponadto w kolonii mieszkały 43 osoby, a majątek miał 10 mieszkańców[12]
- w 1970 roku – 271 osób
- w 1993 roku – 518 osób
- w 1997 roku – 523 osoby
- w 2009 roku – 427 osób[13]

## Pomniki
W centrum wsi w 1967 roku usypano „kurhan pamięci”, na którego szczycie odsłonięto pomnik poświęcony pamięci 10 żołnierzy radzieckich, którzy zginęli w czasie wielkiej wojny ojczyźnianej.